# Vico (Franciaország)
Vico település Franciaországban, Corse-du-Sud megyében. Lakosainak száma 1007 fő (2022. január 1.). Vico Balogna, Arbori, Cargèse, Coggia, Letia, Marignana, Murzo és Renno községekkel határos.

## Népesség
A település népessége az elmúlt években az alábbi módon változott:
| Lakosok száma | 1186 | 1312 | 921  | 916  | 889  | 907  | 912  | 889  | 929  | 1007 |
|               | 1968 | 1982 | 1990 | 2006 | 2013 | 2015 | 2017 | 2019 | 2020 | 2022 |